# Jerdons paapje
Het Jerdons paapje (Saxicola jerdoni) is een zangvogel die behoort tot de familie vliegenvangers.

## Verspreiding en leefgebied
Deze soort komt voor van noordelijk India tot noordelijk Thailand en telt 2 ondersoorten:
- Saxicola jerdoni jerdoni: van zuidelijk Tibet tot zuidwestelijk China (zuidelijk Yunnan).
- Saxicola jerdoni harringtoni: van Afghanistan tot Nepal, Myanmar, zuidelijk China en noordelijk Indochina.